# Тирнау
Тирнау (њем. Thyrnau) општина је у њемачкој савезној држави Баварска. Једно је од 38 општинских средишта округа Пасау. Према процјени из 2010. у општини је живјело 4.201 становника. Посједује регионалну шифру (AGS) 9275150.

## Географски и демографски подаци
Тирнау се налази у савезној држави Баварска у округу Пасау. Општина се налази на надморској висини од 455 метара. Површина општине износи 33,7 km². У самом мјесту је, према процјени из 2010. године, живјело 4.201 становника. Просјечна густина становништва износи 125 становника/km².

## Међународна сарадња
| Мјесто | Држава   | Врста сарадње | Од    |
| ------ | -------- | ------------- | ----- |
|        | Словачка | контакт       | 2000. |
| Извор  |          |               |       |